# Tyin
Tyin er en sø i den sydvestlige del af Jotunheimen i Norge. Hele søen ligger i Vang kommune i Innlandet fylke, men den nordlige bred følger stort set grænsen mellem Vang og Årdal. Søen er vandmagasin for Tyin kraftverk og højden reguleres mellem 1.082,84 og 1.072,50 moh. Volumet er 313 millioner kubikmeter.
Langs sydsiden af søen går riksvei 53 (Tyin–Årdal) og langs østsiden går riksvei 252 (Tyin–Eidsbugarden).